# Мишель, Жозеф
Жозеф Мишель (фр. Joseph Michel; 25 октября 1925, Saint-Mard, Валлония — 3 июня 2016, Арлон, Валлония) — бельгийский государственный деятель, председатель Палаты представителей Бельгии (1980—1981).

## Биография
Родился в семье каменщика. В 1951 г. окончил факультет экономики и права Лувенского католического университета, получив степень доктора права. Кроме того, имел диплом бакалавра философии. Работал адвокатом и нотариусом, был юристом в юристом в Апелляционном суде Льежа.
Еще в молодости он вступил в партию Гуманистический демократический центр, с 1949 по 1955 г. был председателем молодежного отделения партии округа Виртон. В 1958 г. стал председателем партийного отделения округа. В октябре 1958 г. был избран советником коммуны Виртон. С 1970 по 1982 г. был мэром Виртона.
В 1961 г. он впервые был избран в Палату депутатов от Гуманистического демократического центра и сохранял мандат до 1991 г. Возглавлял партийную фракцию (1979—1980).
Входил в состав бельгийского правительства:
- 1974—1977 гг. — министр внутренних дел, во время его пребывания в должности прошла муниципальная реформа (1976—1977), когда бельгийские общины были объединены в новые крупные муниципалитеты и общее число муниципалитетов было радикально сокращено с 2359 до 596,
- 1977—1979 гг. — министром национального образования.

С 1979 по 1987 г. являлся членом Парламентской ассамблеи Совета Европы.
В 1980—1981 гг. — председатель Палаты депутатов бельгийского парламента. С 1981 по 1986 г. — заместитель председателя Палаты депутатов, в 1985—1986 гг. возглавлял финансовый комитет. С 1980 по 1991 г. также состоял в парламенте Валлонии.
В 1986—1988 гг. — министр внутренних дел, государственной службы и децентрализации Бельгии.
В 1993—1994 гг. являлся сопрезидентом Национального комитета, ответственного за организацию пасторского визита папы римского в Бельгию и за беатификацию отца Дамиана (май 1994 г.).

## Литературная деятельность
Помимо своей профессиональной и политической карьеры также активно занимался писательской деятельностью, был автором учебников по истории и нескольких романов. Его литературный дебют состоялся в 1954 г. с монографии «Экономическая история Люксембурга в XIX веке». После ухода из политической жизни в 1988 г. он продолжил свою литературную карьеру и опубликовал множество книг, в том числе:
- «Худшее время» (1988),
- «Прекрасная эпоха» (1989),
- «Большое время» (1990),
- «История Виртона, от истоков до 2000 года» (1998),
- «Gaumaiseries» (1994),
- «Судороги 2000 года», роман (1999),
- «Приключенческая история, вымышленная биография Маргариты Брохон» (2003),
- «Маленький старик» (2003),
- «Пустословие квадратного стола» (2004),
- «Круглый ветер», роман (2006),
- «Адвокаты», эссе (2006).

## Награды и звания
В сентябре 2013 г. он был возведен в ранг офицера валлонского ордена «За Заслуги».